# Tetranychus urticae
Tetranychus urticae u narodu poznatiji kao crveni pauci ili baštenske grinje (ne mešati sa kokošijim crvenim grinjama, Dermanyssus gallinae) su vrsta grinje koja se hrani biljkama, i smatraju za biljne štetočine. Crveni pauk je najpoznatiji predstavnik porodice Tetranychidae. 

## Rasprostranjenost
Crveni pauci potiču iz Evroazije, ali danas imajukosmopolitsku rasprostranjenost.

## Opis
Crveni paukovi su izuzetno sićušni, vrlo teško uočljivi glim okom, i to kao crvenkaste i zelenkaste tačkice na lišću i stabljikama biljaka; zrele ženke dosežu svega 0,4 mm dužine. Odrasli crveni pauci, koji se sreću po staklenicima i tropskim i umerenim zonama, pletu finu  mrežu na i ispid lišća, te ih je u toj fazi lakše uočiti.

## Ekologija
Crveni pauci su vrlo polifagni; mogu da se hrane sa stotinama različitih biljaka, uključujući većinu povrćki i prehrambenih useva – kao što su paprike, paradajz, krompir, pasulj, kukuruz, i jagode,  ili ornamentalnih biljaka kao što su ruže. U pitanju je najrasprostranjenija štetočina Indijskog Ginsenga. Polažu jaja na listovima, i predstavljaju pretnju biljkama domaćinima, jer sisaju sadžaj lista ćeliju po ćeliju, što ostavlja sićušne blede tačkice ili ožiljke na mestima gde su zelene epidermalne ćelije uništene. Iako je pojedinačna lezija jako sitna, napad stotina i hiljada crvenih paukova, ostavlja hiljade sitnih lezija, što onda značajno smanjuje sposobnost takvog lista da fotosintetizuje, i može dovesti do smrti biljke .
Prirodni predator crvenih paukova je Phytoseiulus persimilis, takođe sićušan crveni pauk, koji se često namerno pušta na zaražene biljke, kao metoda biološke kontrole, pošto se ovaj pauk isključivo hrani baštenskim grinjama.
Osim nekih vrsta biljnih vaši, Baštenske grinje su jedina životinjska vrsta, poznata po tome što može da sintetizuje karotenoide. Kao i u slučaju biljnih vaši, gen za sintetizovanje karotenoida je najverovatnije stečen  horizontalnim transferom gena od gljiva.

## Životni ciklus
T. urticae se razmnožava arhenotokijom, što je oblik partenogeneze gde se neopložđena jajašca razvijaju u mužjacima.
Jajašce T. urticae je poluprovidno, i izgleda kao sitna perlica. Izleže se u larvu, i slede dve nimfne faze: protonimfa, i zatim deutonimfa, koja može imati i neaktivnu fazu. Odrasli predstavnici su uglavnom bledo zeleni tokom cele godine, dok su starije generacije crvene; ženke preživljavaju zimu u zimskom snu.

### Izbegavanje rodbinskog parenja
Rodbinsko parenje je nepovoljno za zdravlje T. urticae.  Takvi potomci se razvijaju mnogo sporije od zdravih, dok su takve ženke manje plodne. Navodno, ženke T. urticae imaju sposobnost da prepoznaju rođake i tako imaju sposobnost da izbegnu parenje sa rođacima izborom partnera.

## Genomika
Шаблон:Infobox genome
Genom T. urticae je u celosti sekvenciran 2011-e godine, te je prvi genom ikada sekvenciran od bilo koje heliserate.

## Galerija
- Šteta naneta napadom crvenih paukova
- Phytoseiulus persimilis, predator koji se hrani baštenskim grinjama

## Spoljašnje veze
- Медији везани за чланак Tetranychus urticae на Викимедијиној остави
- MEMS Movie Gallery Архивирано на веб-сајту  (16. јул 2015), spider mite used for demonstrating microelectromechanical systems technology